# Eleutherandra pes-cervi
Eleutherandra pes-cervi är en tvåhjärtbladig växtart som beskrevs av Van Slooten. Eleutherandra pes-cervi ingår i släktet Eleutherandra och familjen Achariaceae. Inga underarter finns listade i Catalogue of Life.